# Trzebusz (Szczecin)
Trzebusz (niem. Stutthof) – część miasta prawobrzeżnego Szczecina na osiedlu Dąbie. Dawniej samodzielna wieś.
Trzebusz to niewielkie osiedle położone w granicach Dąbia w obrębie ulic: Junaków, Opolskiej (nazwa urzędowa ulicy Opolska została zlikwidowana uchwałą Rady Miasta nr XLV/1330/18 z dnia 30 października 2018) i Śnieżnej oraz drogi ekspresowej S3. Przed II wojną światową znajdowało się tutaj ponad 100 domów willowych, które zostały kompletnie zniszczone w wyniku walk o Dąbie w marcu 1945 roku.

## Historia
Początki wsi Trzebusz sięgają XII wieku. Do 1249 roku była własnością cystersów z Kołbacza, a później księcia Barnima I. Następnie przeszła pod zarząd miasta Szczecin. W 1764 roku majątek znalazł się w rękach inspektora Krügera, a w 1773 roku został zakupiony przez Carla Christopha Eltena ze Szczecina. W 1910 roku rodzina Weisse była właścicielem majątku o powierzchni 351,5 ha. W 1928 roku dobra te należały do Karla Schultza i obejmowały 370 ha. Przed wojną w miejscowym pałacu funkcjonowała restauracja o nazwie Park Restaurant Stutthoff. Po II wojnie światowej samodzielna gromada, w gminie Załom w powiecie gryfińskim w województwie szczecińskim, następnie wcielony do gromady Załom. 1 maja 1948, jako jedyny obszar gminy Załom (którą równocześnie zniesiono) został włączony do Szczecina.